# Dufrenoya
Dufrenoya es un género con 14 especies de plantas de flores perteneciente a la familia Santalaceae. 

## Especies seleccionadas
- Dufrenoya aurantiaca
- Dufrenoya collettii
- Dufrenoya euryphylla
- Dufrenoya granulata
- Dufrenoya heterantha
- Dufrenoya longicuneata
- Dufrenoya oresitropha
- Dufrenoya papillosa
- Dufrenoya platyphylla
- Dufrenoya poilanei
- Dufrenoya pruinosa
- Dufrenoya robusta
- Dufrenoya sessilis
- Dufrenoya sphaerocarpa